# Філософія джайну
Філософія джайнізму відноситься до давньо-індійської філософської системи філософії, що виникла в джайнізмі. Однією із головних особливостей джайнської філософії є її дуалістична метафізика, яка стверджує, що існують дві різні категорії існування: жива, свідома (джива) і нежива або ж матеріальна (аджива).
Джайнські тексти розкривають численні філософські теми, такі як епістемологія, метафізика, етика, космологія та сотеріологія . Думка джайністів насамперед пов'язана із розумінням природи живих істот, та того, як ці істоти пов'язані із кармою (яка розглядається як тонкі матеріальні частинки) і як живі істоти можуть бути звільнені (мокша) від циклу перевтілення . Також помітною є віра джайнів у безпочатковий і циклічний всесвіт і відмова від божества Творця .
З джаїнської точки зору філософія джайну вічна. Великі просвітителі тиртханкари («творці бродів») в далекому минулому, численні рази викладали філософію джайну.  Історики простежують розвиток джайнської думки до кількох ключових постатей у Стародавній Індії, головним чином Махавіри (бл. 5 ст. до н. е., сучасник Будди) і, можливо, Паршванатхи (бл. 8 або 7 ст. до н. е., хоча це спірне). 
За словами Пола Дандаса, джайнська філософія залишалася відносно стабільною протягом своєї довгої історії, і жодних значних доктринальних змін не відбулося. В основному це пов'язано з впливом «Татвартхасутри» Умасваті , який залишився центральним авторитетним філософським текстом серед усіх джайнів. 

## Знання
Відповідно до « Сарвартхасіддхі » Ачар’ї Пудж’япади, найвищим благом для живої істоти ( джива ) є звільнення від циклічного світу реінкарнації ( самсара ).  Досягнення звільнення також асоціюється із всезнанням, і також вірять, що минулі джайнські мудреці, такі як Махавіра, досягли всевідання. 
Відповідно до « Татвартхасутри», засоби досягнення звільнення є потрійними (це відомо як три коштовності):
Відповідно до Сарвартхасіддхі, 
- Правильне бачення ( Samyak Darśana ) визначається як «бачення, засноване на справжньому знанні татв (субстанцій, реалій)». Правильне бачення досягається правильними знаннями.Слушне знання ( Samyak Jnāna ) визначається як «пізнання татв, таких як дживи (живі істоти), такими, якими вони є насправді ( артха )».

Джайни вірять, що живі істоти можуть досягти відмінних і цілковитих знань про все (всезнання). Ті, хто володіє такими знаннями, — просвітлені кеваліни. Це душі, які відокремилися від усього навколишнього, і тому здатні сприймати все безпосередньо, оскільки знання їхньої душі більше нічим не блокується.  Для більшості істот, всезнання їхньої душі блокується кармічними частинками, що застрягли у їх душі,так, як густа хмара блокує світло від сонця.  Тому єдиним джерелом всезнання для менших істот є вчення кевалінів. Оскільки більше не існує жодних живих кевалінів, джайнські писання є єдиним джерелом такого знання і тому вважаються найвищим авторитетом у філософії джайнів.  Через це джайнська філософія вважає доктрини, що містяться в писаннях, як абсолютні істини, і роль філософії полягає в основному в узагальненні, роз’ясненні та доповненні цих доктрин. 

### Онтологія
За словами Гаррі Олдмідоу, джайнська онтологія є як реалістичною, так і дуалістичною .  Джеффрі Д. Лонг також стверджує що реалістична природа джайнської метафізики є різновидом плюралізму, що підтверджує існування різноманітних реальностей. 
Основна метафізична винятковість, як пише фон Глазенап, є між живими або розумними речовинами (джива) і неживими речовинами (аджіва). 
Філософія джайнів постулює щонайменше сім «татв» (істин, реалій або фундаментальних принципів):    
1. Джива — жива істота або душа, яка, як кажуть, існує окремо від тіла, в якому знаходиться. Нематеріальні дживи характеризуються абсолютною свідомістю, знаннями, блаженством та енергією. Хоча вони переживають і народження, і смерть, вони в той час не є знищеними і також не є створеними. [10] Таким чином, в одному способі вони вічні, а в іншому — непостійні. Занепад і походження відносяться, відповідно, до зникнення одного стану душі та появи іншого стану, що є лише модифікаціями дживи.
2. Аджіва — відноситься до будь-якої нерозумної субстанції. Існує п'ять онтологічних категорій нерозумних: нерозумна субстанція або матерія (pudgala), принцип руху (dharma), принцип спокою (adharma), простір (ākāśa) і час (kāla). [18] [4] Поряд з джівами вони утворюють набір із шести онтологічних субстанцій (дравйа). Речовини — це прості й незнищенні елементи, які об'єднуються в непостійні тіла чи об'єкти. [19]
3. Āsrava (приплив) — процес, за допомогою якого хороші та погані кармічні речовини вливаються в живу істоту
4. Бандха (неволя) — взаємне змішування живої істоти і карми, тим самим викликаючи її зміну, що сукупно визначає майбутні переродження [20] [21]
5. Самвара — припинення надходження кармічної матерії в душу
6. Нірджара (послідовна дисоціація) — відділення або відпадання частини кармічної матерії від душі.
7. Мокша (звільнення) — повне знищення всієї кармічної матерії (пов'язаної з будь-якою конкретною душею).

Джайни Śvētāmbara також часто додають ще дві реальності до наведеного вище списку: хорошу карму (пунья, заслуги) і погану карму (папа, негативи).   
Згідно зі словами джайнів, кожна сутність може бути проаналізована у численних різноманітних способах. Умасваті окреслює численні «шлюзи» дослідження, які називаються нікшепами. Це: nāma (ім'я), sthāpanā (символ), dravya (потенційність), bhāvatā (дійсність), nirdeśa (визначення), svāmitva (володіння), садхана (причина), adhikarana (розташування), sthiti (тривалість), vidhānatā (різновид), sat (існування), samkhyā (числове визначення), ksetra (зайняте поле), sparśana (поле торкнуто), kāla (безперервність), antara (зміна часу), bhāva (стани), andalpabahutva (відносний розмір).
Гельмут фон Глазенап зазначив, що центральним принципом джайнської думки є її спроба забезпечення онтології, яка включає в себе як безперервність, так і зміну. Таким чином, кожна істота має в собі щось тривале і щось непостійне. Наприклад, у горщику його матеріальні атоми нетлінні, але форма, колір та інші якості піддаються зміні. 

### Епістемологія
Джайнська філософія приймає три надійних засоби пізнання ( прамана ). Вона стверджує, що правильне знання засноване на сприйнятті ( пратьякша ), висновку ( анумана ) і свідченні ( сабда або слово Писань).   Ці ідеї розвинені в джайнських текстах, таких як Tattvarthasūtra, Parvacanasara, Nandi та Anuyogadvarini .   Деякі джайнські тексти додають аналогію ( upamana ) як четвертий надійний засіб, схожий до гносеологічних теорій, що також є і  в інших індійських релігіях. 
У джайнізмі джняна (знання) буває п’яти видів – Кевала джняна (Всезнання), Шруту джняна (Знання Святого Письма), маті джняна (Чуттєве знання), авадхі джняна (Ясновидіння) і манахпайанайя (Манаханьтхяна).  Перші два описуються як непрямі засоби пізнання ( parokṣa IAST ), а інші  описуються як ті, що дають пряме знання ( pratyakṣa IAST ), під яким мається на увазі, що об’єкт пізнається безпосередньо душею. 

### Відносність і Плюралізм
Джайнська епістемологія включає три пов'язані доктрини, які стосуються складної та різноманітної природи знання: anekāntavāda (теорія багатогранності), syādvāda (теорія умовної предикації) і nayavāda (теорія часткових точок зору). Лонг називає ці три «доктринами відносності джайнів».

#### Анекантавада

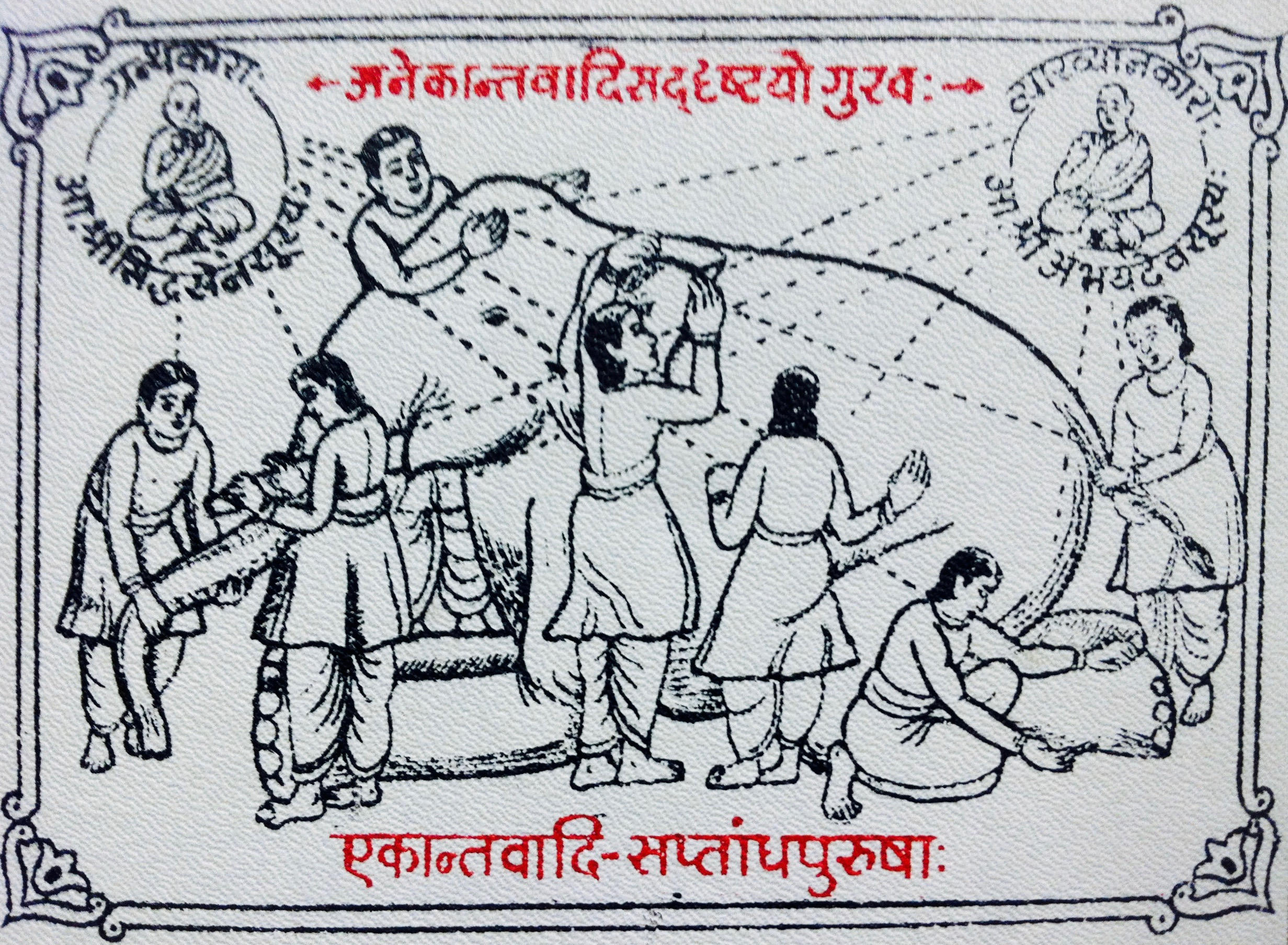
Джайнська ілюстрація сліпих і притча про слона. Вгорі, Кеваліни мають можливість побачити всі перспективи.

Однією з найважливіших і фундаментальних доктрин джайнізму є anēkāntavāda (буквально «неодносторонній» погляд). Це стосується онтологічного плюралізму та ідеї, що реальність є заплутаною та багатогранною, і тому її можна зрозуміти лише з різних точок зору. За словами Лонга, це, в кінцевому рахунку, онтологічна доктрина, яка стверджує, що «всі існуючі сутності мають нескінченні атрибути». Думка джайнів загалом підтверджує реальність всіх наших уявлень, навіть тих, які суперечать одне одному, наприклад, безперервність і зміна, що виникають і зникають.
Це вчення часто ілюструється через притчу про « сліпців і слона ».  У цій історії кожен сліпий відчував різну частину слона, а потім стверджував, що розуміє справжню зовнішність слона, але міг лише частково досягти успіху.  Цей принцип ґрунтується на ідеї, що об'єкти нескінченні за своїми якостями та варіантами існування. Через це кінцеве людське сприйняття не може повністю охопити їх у всіх аспектах та проявах. Відповідно до джайнагів, тільки кевалі — всезнаючі істоти — можуть зрозуміти об’єкти в усіх аспектах і проявах.
Дійсно, джайнські тексти зображують Махавіру як відповідаючи на певні метафізичні питання, на які Будда вважав «незаперечними» . Махавіра зображено як відповідає на них як кваліфікованим «так», так і «ні», залежно від точки зору того, хто запитує. Таким чином, душа вічна за своєю внутрішньою природою, але також змінюється (через карму, що впливає на неї, і різні стани, що виникають і минають всередині), а Всесвіт одночасно вічний (безпочатковий) і водночас не вічний ( оскільки він проходить цикли).  Таким чином, джайни бачили свою метафізику як серединний шлях, що охоплює як постійність, так і непостійність як метафізично фундаментальні, проти метафізики буддистів (які захищали непостійність) і брахманів (які загалом дотримувалися вчення про постійність). 
Анекантавада заохочує своїх прихильників врахувати погляди та вірування їх суперників та протиборчих сторін. Прихильники анекантавди застосовують цей принцип у релігії та філософії, нагадуючи самим собі, що будь яка релігія та філософія - так само як і джайнізм - який дотримується занадто догматично до власних постанов, припускається помилки базованої на обмеженій точці зору.Принцип анекантавади також вплинув на Мохандаса Карамчанда Ганді, щоб прийняти принципи релігійної терпимості, ахімси та сатьяграхи.

#### Наявада
Близько спорідненою теорією є Nayavāda, що означає «теорія часткових точок зору або точок зору».  Nayas — це частково вірні філософські точки зору, з яких можна побачити все.  Об’єкт має нескінченні аспекти, але коли ми описуємо об’єкт на практиці, ми говоримо лише про доречні аспекти і ігноруємо недоречні. Джайнські філософи використовують теорію часткових точок зору, з метою, щоб послідовно роз'яснити складність реальності .
Ось як джайни можуть описувати об'єкти із здавалося би, суперечливими твердженнями (душа як постійна, так і непостійна тощо). Оскільки кожне твердження базується лише на певних точках зору, то протиріччя немає. Наявада вважає, що всі філософські суперечки виникають через змішування точок зору, а позиції, які ми приймаємо, є, хоча ми можемо цього і  не усвідомлювати,але  «результатом цілей, які ми можемо переслідувати».

Згідно з Лонгом, Умасваті перелічує сім часткових точок зору:
naigamanaya (загальний погляд), samgrahanaya (родовий погляд), vyavahāranaya (прагматичний погляд), rjusūtranaya (лінійний погляд), śabdanaya (словесний погляд), samabhirūdha naya (етимологічний погляд), andevambhūtanaya (погляд на реальність). Загальна точка зору полягає в тому, як загалом сприймається сутність – те, що можна назвати «здоровим глуздом» або невитонченою перспективою. Загальне уявлення спрямоване на класифікацію сутності. Прагматичний погляд оцінює сутність з точки зору її можливого використання. Лінійний погляд дивиться на об’єкт так, як він є в даний момент. Вербальний погляд намагається назвати сутність. Етимологічний погляд використовує це ім’я та його зв’язки з іншими словами, щоб розпізнати його природу. А погляд на реальність стосується конкретних деталей сутності. 
Джайнські мислителі також використовують доктрину точок зору, з метою, щоб надати доксографію неджайнських філософських систем. На думку джайнських філософів, інші філософські системи спираються лише на одну з семи точок зору, виключаючи інші. Це пояснює, саме те,  чому вони дійшли неправильних  висновків. Наприклад, Ньяя - Вайсесіка дуже часто асоціюється з першою ная (звична точка зору), Веданта з другою ная (прагматична точка зору), матеріалізм з третьою ная (прагматичний погляд) і буддизм з четвертою (лінійний погляд). Тим часом джайнізм розглядається як єдина філософія, здатна поєднати всі сім ная. 
Однією з впливових теорій Наявади є подвійно-перспективна модель Кундакунди .  Кундакунда вважав, що перспектива душі є єдиною «певною» (niscaya), «вищою» (paramārtha) або «чистою» (suddha) перспективою. Через прихильність кармічних частинок душа втрачає знання себе як чисту, проте вона ніколи не змінюється по-справжньому. Усі інші речі у Всесвіті є світськими і повинні бути розглянені як ті, що мають лише транзакційну та тимчасову цінність. 
Таким чином, світська перспектива в абсолютно хибна, в той час, як вища перспектива є остаточно-істиною і, згідно з Лонгом, відповідає кеваладжняні джини.  Філософія Кундакунди має особливий вплив на думку Дігамбари, хоча вона також вплинула на деяких учених Шветамбари. Однак інші мислителі Шветамбари, такі як Яшовіджая, добре критикували Кундакунду за його опору на єдину точку зору, тобто на екантаваду (абсолютизм).  
Іншою впливовою теорією наяс була теорія Сіддхасени Дівакари, яка у своїй « Санматитарці » («Логіка істинної доктрини») розділила традиційні наяї на дві основні категорії: ті, які підтверджують істотність існування ( драв'ястіканайи ) і ті, що стверджують непостійність ( paryāyāstikanayas ).  Сіддхасена також ототожнювала різні наяї з індійськими філософіями, кожні з яких розглядаються як односторонні та крайні погляди, тоді як джайнський погляд розглядається як середній і охоплює різні точки зору, які, хоча, здавалося б, суперечливі,та  це лише часткові перспективи всієї правди. 

#### Сіадвада
Анекантавада — це теорія умовної предикації, яка надає вираз для anekānta, рекомендуючи до кожної фрази чи виразу ставити несхильний « syād» або « syāt » («у певному сенсі»).   У контексті джайнської думки syād (часто в парі з eva, «безперечно» або «безперечно») означає «в якомусь конкретному сенсі або з певної точки зору, це, безумовно, так, що... ".  Оскільки реальність є складною, жодна пропозиція не може повністю виразити її природу. Таким чином, термін «syād» має ставитися перед кожною пропозицією, надаючи йому умовну точку зору і таким чином усувати  будь-який догматизм у вислові, а також цим  вказувати , що речення є правдивим лише з певної точки зору. 
Оскільки воно гарантує, що кожне твердження виражається з семи різних умовних і відносних точок зору або пропозицій, сядвада відома як saptibhaṅgīnaya або теорія семи умовних предикацій. Ці сім пропозицій, також відомі як saptibhaṅgī, є:  
1. syād-asti — з певної точки зору, це,
2. syād-nāsti — з певної точки зору, це не так,
3. syād-asti-nāsti — з певної точки зору, це є, і це не так,
4. syād-asti-avaktavyaḥ IAST — з певної точки зору, це так, і це неможливо описати,
5. syād-nāsti-avaktavyaḥ IAST — з певної точки зору, це не так, і це неможливо описати,
6. syād-asti-nāsti-avaktavyaḥ IAST — з певної точки зору, це так, це не так, і це неможливо описати,
7. syād-avaktavyaḥ IAST — з певної точки зору, це неможливо описати.

Кожне з цих семи положень розглядає складну та багатогранну природу реальності з відносної точки зору часу, простору, субстанції та способу.  Ігнорувати складність реальності означає помилятись у  догматизмі .  Згідно з Лонгом, джайнські філософи вважають цей семичастий аналіз універсальним і «вичерпним щодо можливих істинних значень, які може передати дана пропозиція». 
Однак, як зазначає Лонг, існує обмеження для теорій відносності, які застосовуються джайнськими філософами. Це обмеження полягає в ідеї, що висновки доктрини повинні відповідати джайнському світогляду. Сіддхасена підсумовує це наступним чином: «Добре представлений погляд на форму ная надає лише підтримку агамічним доктринам, тоді як те саме, якщо погано представлено, знищує обидві (тобто себе, а також свого суперника)».  Таким чином, доктрини відносності бачать джайни як обмежені нормативними вимогами джайнські традиції, оскільки вони вважаються заснованими на всезнаючій перспективі просвітлених. 

## Джива, Живий

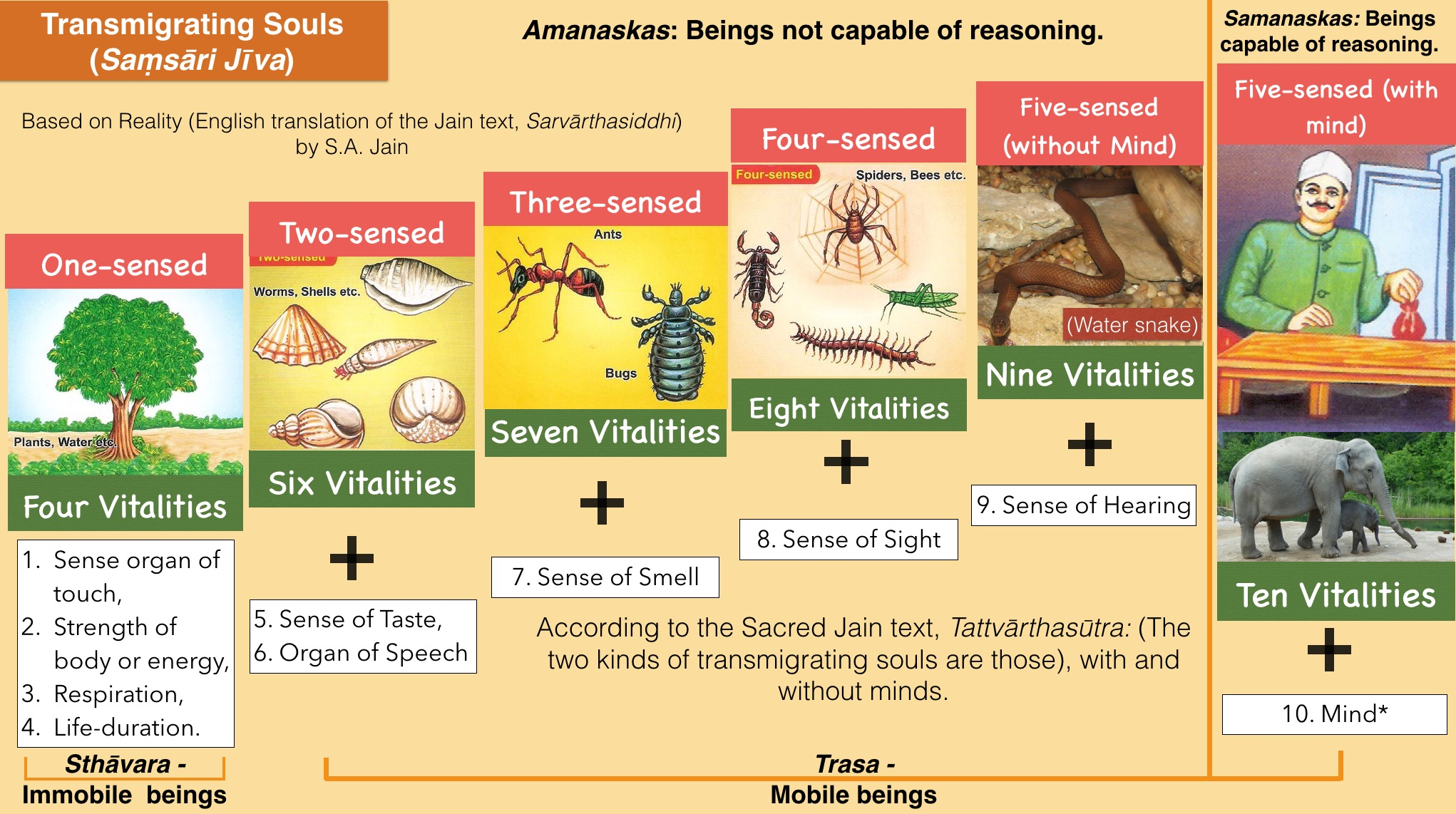
Класифікація сансарійських джів (душ, що переселяються) в джайнізмі

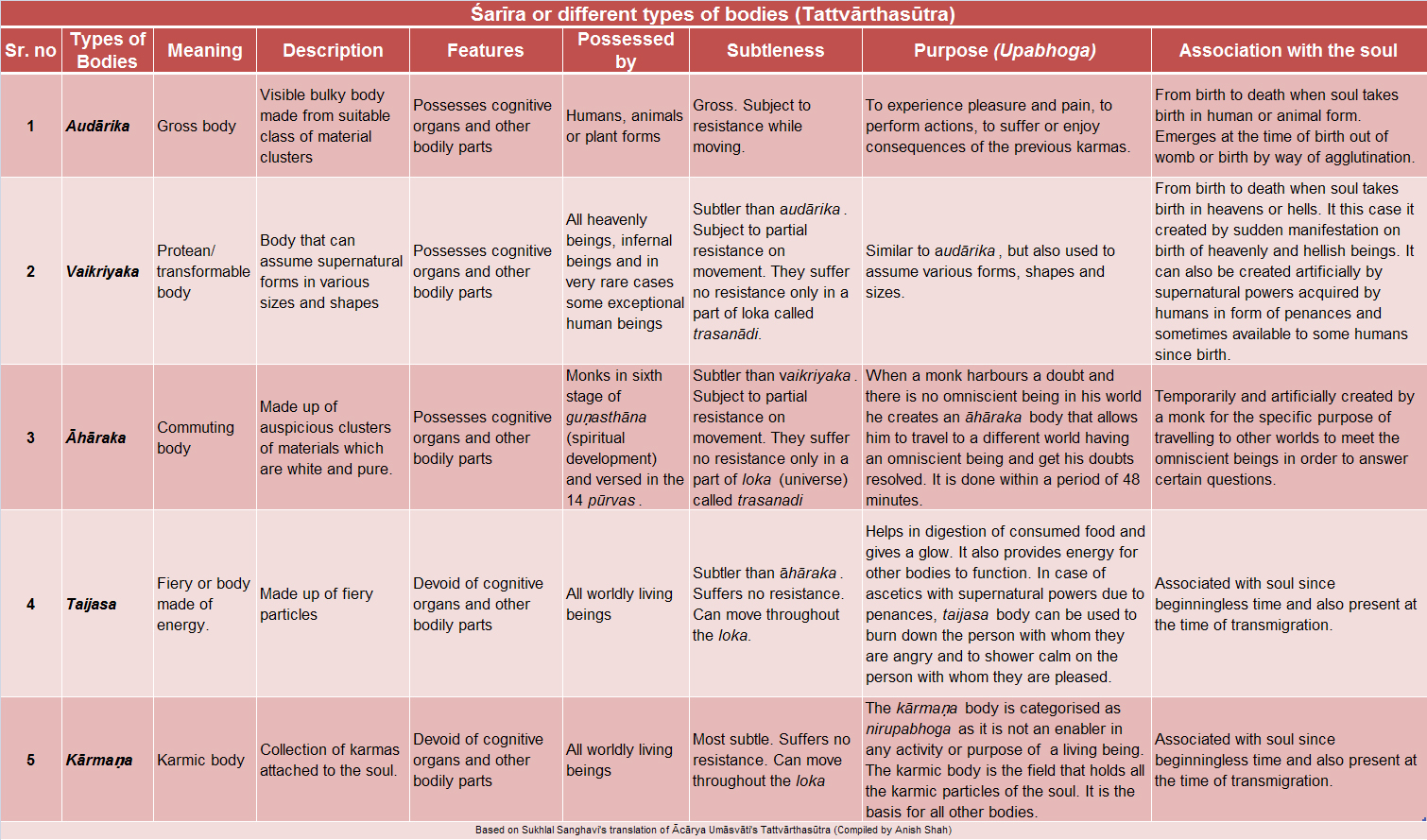
Пояснення п'яти типів матеріальних тіл, пов'язаних з дживою.

Як було зазначено вище, Всесвіт складається з двох основних видів речовин: дживи (живих) і аджів (неживих). Це нестворені екзистенції, які завжди взаємодіють один з одним. Ці речовини поводяться згідно з природними законами і внутрішньою природою ( sahāvō ) речовини. Розуміння цієї внутрішньої природи є справжньою природою джайнської дхарми. 
Дживи поділяються на два типи — звільнені та незвільнені. Джива має різноманітні основні якості: знання, свідомість ( чайтанья ), блаженство ( сукха ) та вібраційну енергію ( вірью.   Ці якості цілком безперешкодно насолоджуються звільненими душами, але приховані кармою у випадку невизвільних душ, що призводить до кармічного рабства.  Далі ця неволя додається до постійного співжиття душі з тілом. Таким чином, втілена невизволена душа знаходиться в чотирьох сферах існування — небесах, пеклі, людях і тваринному світі — у безперервному циклі народжень і смертей, також відомому як самсара . На думку джайнських мислителів, усі живі істоти (навіть боги) відчувають великі страждання і невгамовні бажання (тоді як світське щастя швидкоплинне й дрібне в порівнянні, як гірчичне зерно біля гори). За винятком просвітлених, усі живі істоти підлягають смерті та відродженню. 
Душа одягнена в різні матеріальні тіла, яких п'ять, кожне прекрасніше за інше (див. зображення праворуч). Кожна істота має принаймні два тіла, вогняне тіло і кармічне тіло. Ці два тіла не відчувають болю чи задоволення і можуть проходити крізь тверду матерію. Істота може мати ще два тіла, крім цих основних, і тільки земне тіло можна сприймати очима.  Джайни вірять, що душа з вищими силами може частково покинути тіло, діяти поза ним, а потім повернутися. Це називається самудгхата. 
Відповідно до джайнської філософії, існує безкінечна кількість незалежних джив (розумних, живих істот, душ), які наповнюють весь Всесвіт.  Дживи поділяються на різні категорії, до них належать нерухомі істоти, такі як дерева, і істоти, які рухаються. Джайни розробили ієрархію живих істот  в залежності від  почуттів (індрій) та життєвих аспектів (пран), якими вони володіють. Тварини класифікуються на істот з п’ятьма відчуттями, а рослини та різні мікроорганізми мають одне відчуття.  Життєвих сил або життєвих принципів десять, а саме п'ять почуттів, енергія, дихання, тривалість життя, орган мови та розум. Люди, боги і так далі — це п’ять істот, що відчувають, та які також мають внутрішнє відчуття або мислення (манас).   Щодо статі, джайни вважали, що існує три основні статі: чоловіча, жіноча та третя стать (напумсака-веда, усі істоти без статевих органів є частиною цієї третьої статі).  Джайни також підтвердили існування крихітних одночуттєвих істот, званих нігодами, які існують скрізь і наповнюють всесвіт. 
Унікальний погляд джайнів полягає в тому, що рослини мають форму свідомості, як і інші тварини. Вважається, що це проявляється в їхньому прагненні до харчування, розмноження та самозбереження. Вважається, що вони здатні висловлювати моральні почуття і, зрештою, підніматися по сходах істот до звільнення. 

## Космологія

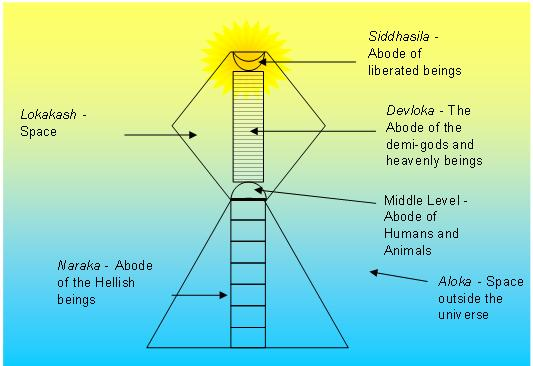
Структура Всесвіту відповідно до джайнських писань.

Наш світ відповідно до джайнської космології — це масивна поверхня, широка внизу, вузька в середині і ширша у верхніх областях. Він містить різні царства або підсвіти, включаючи сіддхалоку (світ просвітлених), небеса, різні пекла та людське царство (у центрі всесвіту), яке є системою острівних континентів (включаючи Джамбудвіпу в центр), розділений горами та оточений океанами з гігантською горою в самому центрі ( гора Меру ).  
Джайнська космологія заперечує існування верховної істоти,що відповідає за створення та функціонування Всесвіту. У джайнізмі цей всесвіт є нестворенним буттям, що існує від безкінечності, незмінений за своєю природою, безначальний і нескінченний.  У ньому немає творця, губернатора, судді чи руйнівника.  
Джайнські філософи постійно атакували доктрину креаціонізму . У своїй <span about="#mwt442" data-cx="[{&quot;adapted&quot;:true,&quot;partial&quot;:false,&quot;targetExists&quot;:true}]" data-mw="{&quot;parts&quot;:[{&quot;template&quot;:{&quot;target&quot;:{&quot;wt&quot;:&quot;IAST&quot;,&quot;href&quot;:&quot;./Шаблон:IAST&quot;},&quot;params&quot;:{&quot;1&quot;:{&quot;wt&quot;:&quot;Mahāpurāṇa&quot;}},&quot;i&quot;:0}}]}" data-ve-no-generated-contents="true" id="mwAfM" title="International Alphabet of Sanskrit transliteration" typeof="mw:Transclusion"><i lang="sa-Latn">Mahāpurāṇa</i></span> Ачарья Джинасена критикував концепцію бога-творця: 
Джайнізм підтверджує  існування райських і пекельних істот, які вмирають і відроджуються згідно зі своєю кармою.   Вважається, що боги володіють більш трансцендентними знаннями про матеріальні речі і можуть передбачити події в людських галузях.  Однак, як тільки їхні минулі кармічні достоїнства занепадають, боги вмирають і знову відроджуються як люди, тварини чи інші істоти.  
Вважається також, що душі здатні досягти повної досконалості, стану, який зазвичай називають параматманом, «вищим «я»» (також англійською також зазвичай називають «Бог»).  У джайнізмі досконалі душі з тілом називаються аріхантами (переможцями), а досконалі душі без тіла також називаються сіддхами (звільненими душами).   

### Основні джайнські філософи
Численні джайнські філософи зробили внесок у розвиток джайнської думки. Нижче наведено неповний список деяких основних джайнських філософів.  
- Умасваті або Умасвамі (можливо, між 2-м і 5-м століттям нашої ери) – автор першої джайнської праці на санскриті, « <i id="mwA_s">Татвартхасутра»</i>, яка систематизувала джайнську філософію у формі, прийнятній для всіх сект джайнізму.
- Самантабхадра (бл. 2–5 ст. н. е.) — перший джайнський письменник, який писав про ньяю (у своїй <i id="mwBAA">Apta-Mimāmsā</i> ). Він також створив Ратнакаранда шравакачару і Сваямбху Стотру .
- Кундакунда (бл. десь між 2-м і 8-м століттям нашої ери [26] ). – Представник джайнської метафізики та впливової теорії двох істин. Він був автором Pañcāstikāyasāra «Суть п’яти сущих», Pravacanasāra «Суть Письма», Samayasāra «Суть доктрини», Niyamasāra «Суть дисципліни», Atthapāhuda «Вісім дарів», Daen Whabhatti. і Бараса Анувекха «Дванадцять споглядань».
- Сіддхасена Дівакара (бл. 5 ст.) — джайнський логік і автор важливих праць на санскриті та пракриті, таких як Nyāyāvatara (про логіку) і Sanmatisūtra (що стосується семи джайнських точок зору, знання та об’єктів знання). [16]
- Акаланка (бл. 5 ст.) – ключовий джайнський логік, чиї роботи, такі як Лагіястрая, Праманасанграха, Ньяявініськая-віварана, Сіддхівініскайя-віварана, Астасаті, Таттвартхараявартіка та ін. розглядаються як орієнтири в індійській логіці. Вплив Акаланки можна припустити з того факту, що Джайн Ньяя також відомий як Акаланка Ньяя .
- Пуджяпада (6 століття) - джайнський філософ, граматик і санскрит. Склав Samadhitantra, Ishtopadesha та Sarvarthasiddhi, остаточний коментар до Tattvārthasūtra та Jainendra Vyakarana, перший твір джайнського ченця з граматики санскриту.
- Манікьянанді (6 століття) – джайнський логік, створив Парікшамаухам, шедевр у стилі каріка класичної школи Ньяя.
- Джинабхадра Ґані (VI–VII ст.) – автор « Авасьяксутри» (джайнських принципів) «Вішесанаваті» та «Вішесавасьякабхасья» (Коментар до основ джайнів). Кажуть, що він слідував за Сіддхасеною і збирав обговорення та спростування різних поглядів на доктрину джайни.
- Маллавадін (8 століття) – автор « Наячакри» та «Двадасараячакра» (Енциклопедія філософії), в якій обговорюються школи індійської філософії . [16]
- Йоґіндудева (VIII ст.), автор « Параматмапракашах».
- Харібхадра (8 століття) - джайнський мислитель, письменник, філософ, сатирик і великий прихильник анекантавади та досліджень йоги. Його роботи включають Ṣaḍdarśanasamuccaya IAST, Yogabindu, Yogadṛṣṭsamuccaya і Dhurtakhyana . він започаткував жанр письма Дватрімшатика в джайнізмі, де різні релігійні теми були висвітлені в 32 коротких санскритських віршах. [16]
- Прабхачандра (10 століття) – джайнський філософ, створив 106-сутру Таттвартхасутру та вичерпні коментарі до двох ключових робіт про Джайна Ньяя, Прамеякамаламартанда, на основі «Парикшамухама» Манік’янді та Ньяякумудачандри на «Ла» Акалаястраянки .
- Немічандра (10 століття), автор Gommatsāra, великого збірника вчення Дігамбара.
- Абхаядева (1057-1135) – автор Вадамахрнави (Океан дискусій), що є 2500 віршами Тіка (Коментар) Санмартики та великим трактатом з логіки. [16]
- Ачарья Гемачандра (1089–1172) – джайнський мислитель, письменник, історик, граматик і логік. Його роботи включають Йогашастру, Трішаштхішалакапурушачарітра і Сіддхахемав'якарану . [16] Він також є автором неповної роботи про Джайн Ньяя під назвою Pramāna-Mimāmsā .
- Вадідева (11 століття) – він був старшим сучасником Гемачандри і, як кажуть, був автором Парамананаятаттавалокаланкара та його об’ємного коментаря сядвадаратнакара, роботи, яка зосереджена на вченні про Сьядвада .
- Відьянанді (11 століття) – джайнський філософ, написав коментар до «Таттвартхасутри» Ачар’ї Умасвамі, відомої як Таттвартхашлокавартика .
- Яшовіджая (1624–1688) – джайнський логік і один з останніх інтелектуальних гігантів, які зробили внесок у філософію джайну. Він спеціалізувався на Navya-Nyaya та коментував більшість ранніх джайнських ньяївських творів Самантабхадри, Акаланки, Манікьянанді, Відьянанді, Прабхачандри та інших у поширеному на той час стилі Navya-Nyaya . Яшовіджая має на своєму рахунку плідну літературну продукцію – понад 100 книг на санскриті, пракриті, гуджараті та раджастані . Він також відомий Джнанасара (сутність знання) і Адхаятмасара (сутність духовності).
- Вінаявіджая (17 ст.), автор енциклопедичної « Локапракаша».
- Шрімад Раджчандра (19 століття), написав Шрі Атмасіддхі Шастра, 142 духовного трактату, який викладає 6 фундаментальних істин душі. [55]

## Дивись також
- Джайнійська семизначна логіка

- Allday, J. (2001). Quarks, Leptons and The Big Bang. CRC Press. ISBN 978-0-3678-0623-1.
- Chatterjea, Tara (2001). Knowledge and Freedom in Indian Philosophy. Lanham, MD: Lexington Books. ISBN 0-7391-0692-9.
- Collins, Randall (2000). The sociology of philosophies: a global theory of intellectual change. Harvard University Press. ISBN 978-0674001879.
- Doniger, Wendy, ред. (1999), Encyclopedia of World Religions, Merriam-Webster, ISBN 0-87779-044-2
- Dowling, Elizabeth M., ред. (2006), Encyclopedia of Religious and Spiritual Development, Sage Publications, ISBN 0-7619-2883-9
- Dundas, Paul (1999). Jain Perceptions of Islam in the Early Modern Period. Indo-Iranian Journal. Brill Academic. 42 (1): 35—46. doi:10.1163/000000099124993040. JSTOR 24663454.
- Dundas, Paul (2002) [1992], The Jains (вид. Second), Routledge, ISBN 0-415-26605-X
- Grimes, John (1996). A Concise Dictionary of Indian Philosophy: Sanskrit Terms Defined in English. New York: Suny Press. ISBN 0-7914-3068-5.
- Hay, Stephen N. (1970). Jain Influences on Gandhi's Early Thought. У Sibnarayan Ray (ред.). Gandhi India and the World. Bombay: Nachiketa Publishers.
- Jain, Champat Rai (1917). The Practical Path. The Central Jaina Publishing House.
- Jain, S.A. (1992) [First edition 1960], Reality (English Translation of Srimat Pujyapadacharya's Sarvarthasiddhi) (вид. 2nd), Jwalamalini Trust,  Ця стаття містить текст з джерела, що зараз в суспільному надбанні.
- Jain, Vijay K. (2011), Acharya Umasvami's Tattvarthsutra (вид. 1st), Uttarakhand: Vikalp Printers, ISBN 978-81-903639-2-1,  Ця стаття містить текст з джерела, що зараз в суспільному надбанні.
- Jain, Vijay K. (2012), Acharya Amritchandra's Purushartha Siddhyupaya: Realization of the Pure Self, With Hindi and English Translation, Vikalp Printers, ISBN 978-81-903639-4-5,  Ця стаття містить текст з джерела, що зараз в суспільному надбанні.
- Jain, Vijay K. (26 березня 2014). Acarya Pujyapada's Istopadesa – the Golden Discourse. ISBN 978-81-903639-6-9.
- Jaini, Padmanabh (1980). Doniger, Wendy (ред.). Karma and Rebirth in Classical Indian Traditions. University of California Press. ISBN 978-0-520-03923-0.
- Jaini, Padmanabh S. (1998). The Jaina Path of Purification. Delhi: Motilal Banarsidass. ISBN 81-208-1578-5.
- Jaini, Padmanabh (2000). Collected Papers on Jaina Studies. Delhi: Motilal Banarsidass. ISBN 81-208-1691-9.
- James, Edwin Oliver (1969). Creation and Cosmology: A Historical and Comparative Inquiry. Netherland: Brill. ISBN 90-04-01617-1.
- Jansma, Rudi; Jain, Sneh Rani (2006), Introduction to Jainism, Jaipur: Prakrit Bharti Academy, ISBN 81-89698-09-5
- Kirtivijay, M. (1957), Jainism in nutshell, Bombay: Navprabhat Printing Press
- Koller, John M. (July 2000). Syādvadā as the Epistemological Key to the Jaina Middle Way Metaphysics of Anekāntavāda. Philosophy East and West. 50 (3): 400—407. doi:10.1353/pew.2000.0009. ISSN 0031-8221. JSTOR 1400182.
- Long, Jeffery D. (2009). Jainism: An Introduction. I.B. Tauris. ISBN 978-1-4416-3839-7. OCLC 608555139.
- Long, Jeffery D. (2013). Jainism: An Introduction. I.B. Tauris. ISBN 978-0-85771-392-6.
- McEvilley, Thomas (2002). The Shape of Ancient Thought: Comparative Studies in Greek and Indian Philosophies. New York: Allworth Communications. ISBN 1-58115-203-5.
- Oldmeadow, Harry (2007). Light from the East: Eastern Wisdom for the Modern West. Indiana: World Wisdom. ISBN 978-1-933316-22-2.
- Pande, Govindchandra (1994). Life and Thought of Sankaracarya. Delhi: Motilal Banarsidass. ISBN 81-208-1104-6.
- Panikar, Agustin; Sutcliffe, David (2010). Jainism: History, Society, Philosophy and Practice. Motilal Banarsidass.
- Prasad, Jyoti (2006). Religion & culture of the Jains. Delhi: Bharatiya Jnanpith.
- Rankin, Aidan D.; Mardia, Kantilal (2013). Living Jainism: An Ethical Science. John Hunt Publishing. ISBN 978-1-78099-911-1.
- Sangave, Vilas Adinath (1980). Jaina Community: A Social Survey. Popular Prakashan. ISBN 0-317-12346-7.
- Sanghvi, Jayatilal S. (2008), A Treatise on Jainism, Forgotten Books, ISBN 978-1-60506-728-5
- Sethia, Tara (2004). Ahiṃsā, Anekānta and Jainism. Motilal Banarsidass.
- Shah, Natubhai (1998). Jainism: The World of Conquerors. Volume I and II. Sussex: Sussex Academy Press. ISBN 1-898723-30-3.
- Shah, Natubhai (2004). Jainism: The World of Conquerors. Т. I. Motilal Banarsidass. ISBN 978-81-208-1938-2.
- Singh, Upinder (2016). A History of Ancient and Early Medieval India: From the Stone Age to the 12th Century. Pearson Education. ISBN 978-93-325-6996-6.
- Soni, Jayandra (2000). Basic Jaina Epistemology. Philosophy East and West. 50 (3): 367—377. JSTOR 1400179.
- Tatia, Nathmal (1994). Tattvārtha Sūtra: That Which Is of Vācaka Umāsvāti (санс.) (англ.). Lanham, MD: Rowman Altamira. ISBN 0-7619-8993-5.
- Tukol, Justice T.K. (1976), Sallekhanā is Not Suicide (вид. 1st), Ahmedabad: L.D. Institute of Indology,  Ця стаття містить текст з джерела, що зараз в суспільному надбанні.
- von Glasenapp, Helmuth (1925). Jainism: An Indian Religion of Salvation [Der Jainismus: Eine Indische Erlosungsreligion]. Delhi: Motilal Banarsidass.
- von Glasenapp, Helmuth (1999). Jainism: An Indian Religion of Salvation. Delhi: Motilal Banarsidass. ISBN 81-208-1376-6.
- Williams, Robert (1991). Jaina Yoga: A Survey of the Mediaeval Śrāvakācāras. Motilal Banarsidass. ISBN 978-81-208-0775-4.
- Worthington, Vivian (1982). A History of Yoga. London: Routledge. ISBN 0-7100-9258-X.
- Zimmer, Heinrich (1953). Campbell, Joseph (ред.). Philosophies of India. London: Routledge & Kegan Paul Ltd. ISBN 978-81-208-0739-6.

- Allday, J. (2001). Quarks, Leptons and The Big Bang. CRC Press. ISBN 978-0-3678-0623-1.
- Chatterjea, Tara (2001). Knowledge and Freedom in Indian Philosophy. Lanham, MD: Lexington Books. ISBN 0-7391-0692-9.
- Collins, Randall (2000). The sociology of philosophies: a global theory of intellectual change. Harvard University Press. ISBN 978-0674001879.
- Doniger, Wendy, ред. (1999), Encyclopedia of World Religions, Merriam-Webster, ISBN 0-87779-044-2
- Dowling, Elizabeth M., ред. (2006), Encyclopedia of Religious and Spiritual Development, Sage Publications, ISBN 0-7619-2883-9
- Dundas, Paul (1999). Jain Perceptions of Islam in the Early Modern Period. Indo-Iranian Journal. Brill Academic. 42 (1): 35—46. doi:10.1163/000000099124993040. JSTOR 24663454.
- Dundas, Paul (2002) [1992], The Jains (вид. Second), Routledge, ISBN 0-415-26605-X
- Grimes, John (1996). A Concise Dictionary of Indian Philosophy: Sanskrit Terms Defined in English. New York: Suny Press. ISBN 0-7914-3068-5.
- Hay, Stephen N. (1970). Jain Influences on Gandhi's Early Thought. У Sibnarayan Ray (ред.). Gandhi India and the World. Bombay: Nachiketa Publishers.
- Jain, Champat Rai (1917). The Practical Path. The Central Jaina Publishing House.
- Jain, S.A. (1992) [First edition 1960], Reality (English Translation of Srimat Pujyapadacharya's Sarvarthasiddhi) (вид. 2nd), Jwalamalini Trust,  Ця стаття містить текст з джерела, що зараз в суспільному надбанні.
- Jain, Vijay K. (2011), Acharya Umasvami's Tattvarthsutra (вид. 1st), Uttarakhand: Vikalp Printers, ISBN 978-81-903639-2-1,  Ця стаття містить текст з джерела, що зараз в суспільному надбанні.
- Jain, Vijay K. (2012), Acharya Amritchandra's Purushartha Siddhyupaya: Realization of the Pure Self, With Hindi and English Translation, Vikalp Printers, ISBN 978-81-903639-4-5,  Ця стаття містить текст з джерела, що зараз в суспільному надбанні.
- Jain, Vijay K. (26 березня 2014). Acarya Pujyapada's Istopadesa – the Golden Discourse. ISBN 978-81-903639-6-9.
- Jaini, Padmanabh (1980). Doniger, Wendy (ред.). Karma and Rebirth in Classical Indian Traditions. University of California Press. ISBN 978-0-520-03923-0.
- Jaini, Padmanabh S. (1998). The Jaina Path of Purification. Delhi: Motilal Banarsidass. ISBN 81-208-1578-5.
- Jaini, Padmanabh (2000). Collected Papers on Jaina Studies. Delhi: Motilal Banarsidass. ISBN 81-208-1691-9.
- James, Edwin Oliver (1969). Creation and Cosmology: A Historical and Comparative Inquiry. Netherland: Brill. ISBN 90-04-01617-1.
- Jansma, Rudi; Jain, Sneh Rani (2006), Introduction to Jainism, Jaipur: Prakrit Bharti Academy, ISBN 81-89698-09-5
- Kirtivijay, M. (1957), Jainism in nutshell, Bombay: Navprabhat Printing Press
- Koller, John M. (July 2000). Syādvadā as the Epistemological Key to the Jaina Middle Way Metaphysics of Anekāntavāda. Philosophy East and West. 50 (3): 400—407. doi:10.1353/pew.2000.0009. ISSN 0031-8221. JSTOR 1400182.
- Long, Jeffery D. (2009). Jainism: An Introduction. I.B. Tauris. ISBN 978-1-4416-3839-7. OCLC 608555139.
- Long, Jeffery D. (2013). Jainism: An Introduction. I.B. Tauris. ISBN 978-0-85771-392-6.
- McEvilley, Thomas (2002). The Shape of Ancient Thought: Comparative Studies in Greek and Indian Philosophies. New York: Allworth Communications. ISBN 1-58115-203-5.
- Oldmeadow, Harry (2007). Light from the East: Eastern Wisdom for the Modern West. Indiana: World Wisdom. ISBN 978-1-933316-22-2.
- Pande, Govindchandra (1994). Life and Thought of Sankaracarya. Delhi: Motilal Banarsidass. ISBN 81-208-1104-6.
- Panikar, Agustin; Sutcliffe, David (2010). Jainism: History, Society, Philosophy and Practice. Motilal Banarsidass.
- Prasad, Jyoti (2006). Religion & culture of the Jains. Delhi: Bharatiya Jnanpith.
- Rankin, Aidan D.; Mardia, Kantilal (2013). Living Jainism: An Ethical Science. John Hunt Publishing. ISBN 978-1-78099-911-1.
- Sangave, Vilas Adinath (1980). Jaina Community: A Social Survey. Popular Prakashan. ISBN 0-317-12346-7.
- Sanghvi, Jayatilal S. (2008), A Treatise on Jainism, Forgotten Books, ISBN 978-1-60506-728-5
- Sethia, Tara (2004). Ahiṃsā, Anekānta and Jainism. Motilal Banarsidass.
- Shah, Natubhai (1998). Jainism: The World of Conquerors. Volume I and II. Sussex: Sussex Academy Press. ISBN 1-898723-30-3.
- Shah, Natubhai (2004). Jainism: The World of Conquerors. Т. I. Motilal Banarsidass. ISBN 978-81-208-1938-2.
- Singh, Upinder (2016). A History of Ancient and Early Medieval India: From the Stone Age to the 12th Century. Pearson Education. ISBN 978-93-325-6996-6.
- Soni, Jayandra (2000). Basic Jaina Epistemology. Philosophy East and West. 50 (3): 367—377. JSTOR 1400179.
- Tatia, Nathmal (1994). Tattvārtha Sūtra: That Which Is of Vācaka Umāsvāti (санс.) (англ.). Lanham, MD: Rowman Altamira. ISBN 0-7619-8993-5.
- Tukol, Justice T.K. (1976), Sallekhanā is Not Suicide (вид. 1st), Ahmedabad: L.D. Institute of Indology,  Ця стаття містить текст з джерела, що зараз в суспільному надбанні.
- von Glasenapp, Helmuth (1925). Jainism: An Indian Religion of Salvation [Der Jainismus: Eine Indische Erlosungsreligion]. Delhi: Motilal Banarsidass.
- von Glasenapp, Helmuth (1999). Jainism: An Indian Religion of Salvation. Delhi: Motilal Banarsidass. ISBN 81-208-1376-6.
- Williams, Robert (1991). Jaina Yoga: A Survey of the Mediaeval Śrāvakācāras. Motilal Banarsidass. ISBN 978-81-208-0775-4.
- Worthington, Vivian (1982). A History of Yoga. London: Routledge. ISBN 0-7100-9258-X.
- Zimmer, Heinrich (1953). Campbell, Joseph (ред.). Philosophies of India. London: Routledge & Kegan Paul Ltd. ISBN 978-81-208-0739-6.